# Volkodlak (bajka)
Volkodlak je slovenska ljudska bajka, ki izhaja iz Dolenjske. Prvi jo je uredil in zapisal Franček Bohanec v knjgi Slovenska ljudska pripoved leta 1967.

## Uvod
Pripoved je bajka, ki ima pripovedni okvir, zato pravimo da je okvirna. V njej najdemo glavni motiv bajeslovnega bitja volkodlaka, ki se pojavlja v različnih slovenskih in tudi tujih pravljicah in pripovedkah. Bajka Volkodlak je doživela tudi nekaj svojih različic. Najbolj poznana različica Volkodlaka je Trdinova bajka Volkodlak iz zbirke Bajke in povesti o Gorjancih. Najdemo tudi nekaj takih različic, ki nimajo okvirnega dela. Tako delo je Volkodlak v Ribnici. Volkodlak je v slovenska dela prišel iz slovanskih del.

## Obnova
Franica je skupaj s sestrami predla, brat pa ji je nagajal. Zavpila je nanj, da je volkodlak. Pri tem se je oče, ki je sedel v isti sobi razhudil na Franico in ji rekel, da ne sme nikoli več nikomur reči, da je volkodlak. Za tem je začel pripovedovati zgodbo o nekem Bukovčanu, ki je na poti na Hrvaško srečal volkodlaka. Bukovčan je očetu pripovedoval, da mu je enkrat na poti začela slediti čudna zverina, ki je bila na pol človek, napol pa volk. Volkodlak mu je neprestano sledil, za njim je prišel tudi domov. Bukovčan je svoji ženi povedal, kaj se mu je pripetilo na poti. Ker je volk Bukovčanu sledil vse do hiše ga je žena opazila. Dala mu je kos kruha, ker je sklepala, da je lačen. Tako je volkodlak postal zopet človek. Zahvalil se je ženi in ji povedal, da je postal volkodlak, ker ga je mati skupaj z njegovima bratoma zaklela, ker so vedno hotel jesti topel kruh iz peči. Vsi trije bratje so se nato odpravili po svetu iskat odrešenika, ki jih bo spremenil nazaj v človeka.

## Analiza dela
Glavna oseba: volkodlak
Stranske osebe: Franica, Franicin oče, Bukovčan, Franicin brat, Bukovčanova žena
Prostor: okvirni del v hiši nekje na Dolenjskem, vložna pripoved na poti med Slovenijo in Hrvaško
Čas: ni znan
Pripovedovalec: prvoosebni
Motivi: bajeslovno bitje volkodlak, odhod od doma zaradi zakletosti, iskanje odrešenika, odrešenje zakletosti, mlad zaklet - star odrešen zakletosti
Pravljična števila: 3 - bili so trije bratje
Pripoved ima srečen konec; volkodlak postane zopet človek.

## Liki

### Glavna književna oseba
Glavna književna oseba je volkodlak, ki je spremljal voznika iz Dolenje vasi pri Ribnici, ko se je vračal iz Hrvaške nazaj domov. Volkodlak je bil od pasu gor podoben volku, od pasu dol pa človeku. Zaradi take podobe so se ga ljudje bali, čeprav ni bil nevaren. Voznike je spremljal na njihovi poti, ker je hotel, da bi mu dali kos kruha. Tega je potreboval, da se reši zakletosti. Volkodlak se ni rodil kot volkodlak, ampak ga je mati skupaj s še dvema bratoma zaklela v volkodlaka, ko je bil še otrok. Tako se je podal od hiše iskat odrešitelja. Volkodlaka je rešila voznikova žena, ki mu je dala kos kruha. Tako se je spremenil nazaj v človeka. Takrat je bil že star in tako zamudil celo svoje življenje.

### Stranske književne osebe
- Franica: Nastopa samo v okvirnem delu pripovedi. Je glavna pobudnica, da začne oče pripovedovati zgodbo o volkodlaku.
- Franicin oče: Tako kot Franica tudi on nastopa samo v okvirnem delu pripovedi. Ja pripovedovalec jedrnega dela.
- Bukovčan: Nastopa v jedernem delu. Poleg volkodlaka najbolj pomemben lik v delu. Je voznik, ki tovori blago iz Slovenije na Hrvaško. Enkrat ga na poti sreča volkodlak in mu sledi vse do doma.
- Franicin brat: Je samo omenjen v okvirnem delu pripovedi.
- Bukovčanova žena: Nastopa v jedernem delu. Je odrešenica, saj volkodlaka reši njegove zakletosti s kruhom.

## Značilnosti ljudskega slovstva v povezavi z obravnavano pripovedko-bajko
- anonimnost: avtor je neznan, delo so zapisali po ustnem izročilu
- ustno izročilo: besedilo se je prenašalo s pripovedovanjem iz roda v rod
- bajeslovna bitja: volkodlak
- čudežna dejanja: volkodlak se je spremenil zopet v človeka, ko je pojedel kruh
- številne različice: v vseh glavna oseba volkodlak, imajo različne naslove
- ljudska števila: trije bratje
- srečen konec: volkodlak postane zopet človek

## Izdaje
- Franček Bohanec: Slovenska ljudska pripoved, Mladinska knjiga, Ljubljana 1966
- Franček Bohanec: Ljudske pripovedi, izbrano delo, Mladinska knjiga, Ljubljana 1972
- Franček Bohanec: Ljudske pripovedi, izbrano delo, Mladinska knjiga, Ljubljana 1976
- Dušica Kunaver: Slovenska dežela v pripovedki in podobi, Mladinska knjiga, Ljubljana 1991
- Franček Bohanec: Divja jaga: Slovenska ljudska pripoved, Mladinska knjiga, Ljubljana 1994
- Gregor Kocijan, Stanko Šimec: O domovina, ti si kakor zdravje; berilo za 6. razred osnovne šole, DZS, Ljubljana 1997